# Primer ministro de Mauricio
El primer ministro de Mauricio (en francés: Premier ministre de Maurice; en inglés: Prime Minister of Mauritius) es el jefe de gobierno de la República de Mauricio.

## Historia
Durante el período bajo dominación del Reino Unido, se estableció el cargo de ministro principal, quien fue el jefe de gobierno; los poderes ejecutivos fueron conferidos por el gobernador, representante del Monarca británico. El único primer ministro en este período fue Seewoosagur Ramgoolam, desde el 26 de septiembre de 1961 hasta el 12 de marzo de 1968. El actual cargo se creó tras la independencia del territorio.

## Funciones
De acuerdo con la Constitución de Mauricio, el primer ministro y el vice primer ministro son nombrados por el presidente. El primer ministro suele ser el líder del partido más grande en la coalición gobernante. El cargo de primer ministro junto con el cargo de vice primer ministro se especifican en el capítulo VI, sección 59, parte 1 del texto constitucional.
El presidente, actuando de acuerdo con el consejo del primer ministro, nombra al fiscal general y a los demás ministros del gabinete, entre los miembros de la Asamblea Nacional de Mauricio. El primer ministro encabeza el gabinete, cuya principal función es asesorar al presidente en asuntos de gobierno. El gabinete es responsable ante la Asamblea. El presidente también puede asignar al primer ministro la conducción de cualquier asunto del gobierno, incluyendo la administración de cualquier departamento gubernamental.
El primer ministro dura en el cargo hasta que la Asamblea apruebe una moción de censura contra él o después de celebrarse las elecciones generales, en el caso de que se conforme una nueva mayoría legislativa.